# Коровин, Артём Иванович
Артём Иванович Коровин (1918—1945) — сержант Рабоче-крестьянской Красной Армии, участник Великой Отечественной войны, Герой Советского Союза (1945).

## Биография
Артём Коровин родился в 1918 году в селе Новгородово (ныне — Западно-Казахстанская область Казахстана). Проживал в городе Котлас Архангельской области, после окончания начальной школы работал в участке связи Северного речного пароходства. В марте 1942 года Коровин был призван на службу в Рабоче-крестьянскую Красную Армию. С ноября того же года — на фронтах Великой Отечественной войны.
К ноябрю 1944 года сержант Артём Коровин был помощником командира взвода 760-го стрелкового полка 208-й стрелковой дивизии 43-й армии 1-го Прибалтийского фронта. Участвовал в сражениях на территории Литовской ССР. 10 ноября 1944 года он первым в полку вышел к Государственной границе СССР к западу от Шяуляя и вступил на территорию Восточной Пруссии. В составе своего взвода он участвовал в захвате железной дороги Мемель-Тильзит. 19 февраля 1945 года Коровин погиб в бою.
Указом Президиума Верховного Совета СССР от 24 марта 1945 года сержант Артём Коровин посмертно был удостоен высокого звания Героя Советского Союза. Также был награждён орденами Ленина и Отечественной войны 1-й степени, рядом медалей.
В честь Коровина был назван пассажирский теплоход Министерства речного флота СССР.